# Henri Garnier (résistant)
 (février 2015).
Pour les articles homonymes, voir Henri Garnier et Garnier.
Henri Garnier, dit Villeneuve, alias Ledoux, né le 30 octobre 1900 à Champmotteux et mort le 21 janvier 1984 à Versailles, fut un militant de la Résistance française, Compagnon de la Libération.

## Biographie
Ouvrier métallurgiste, Henri Garnier est maréchal des logis de réserve dans l'artillerie lourde. Dès juin 1940, il tente de passer en Afrique du Nord.
Début 1941, ayant repris son poste chez Hispano-Suiza, Garnier crée une équipe de sabotage de pièces. Début 1942, il rencontre Pierre Dumas, chef régional de Combat (résistance), dont il diffuse le journal, avec l'aide de son épouse. Chargé du recrutement de groupes francs, Garnier est nommé chef départemental par Jacques Renouvin.
Le 9 février 1943, Garnier arrêté par la police allemande est condamné à trois mois de prison par la cour d'appel de Pau.
En mai 1943, Garnier sortant de prison rencontre René la Combe qui le charge d'organiser une équipe de sabotage du chemin de fer. Devenu instructeur national en zone Sud, Garnier qui est, avec la Combe et Max Heilbronn, l'un des adjoints de René Hardy, entre dans la clandestinité.
Le 22 décembre 1943, à Clermont-Ferrand, Garnier est arrêté par la Gestapo. Dès les premières minutes, bousculant ses gardiens, il parvient à s'échapper. Brûlé, Garnier se cache. En février 1944, il part pour l'Afrique du Nord via l'Espagne et Gibraltar. Le 2 avril 1944, il arrive à Alger.
Le 19 mai 1944, le général Catroux lui remet la Croix de la Libération.
Employé au ministère des transports et communications, Garnier travaille au plan de rapatriement des prisonniers de guerre. Il rentre en France en octobre 1944.

## Distinctions
- Officier de la Légion d'honneur
- Compagnon de la Libération par décret du 19 mai 1944
- Croix de guerre 1939–1945, palme de bronze
- Médaille des évadés
- Croix du combattant volontaire de la guerre de 1939–1945